# Tallán
Tallán (oder Tacllán) war die erste ethnische Kultur, die in den nordwestlichen Küstenebenen von Peru siedelte, ein Volk mit einem matriarchalischen Gesellschaftssystem.
Die Tallanes waren aus dem Hochgebirge der Sierra in die Tiefebenen gezogen und lebten meist in sogenannten behetrias, einfachen Siedlungen ohne Oberhaupt oder politische Organisation.

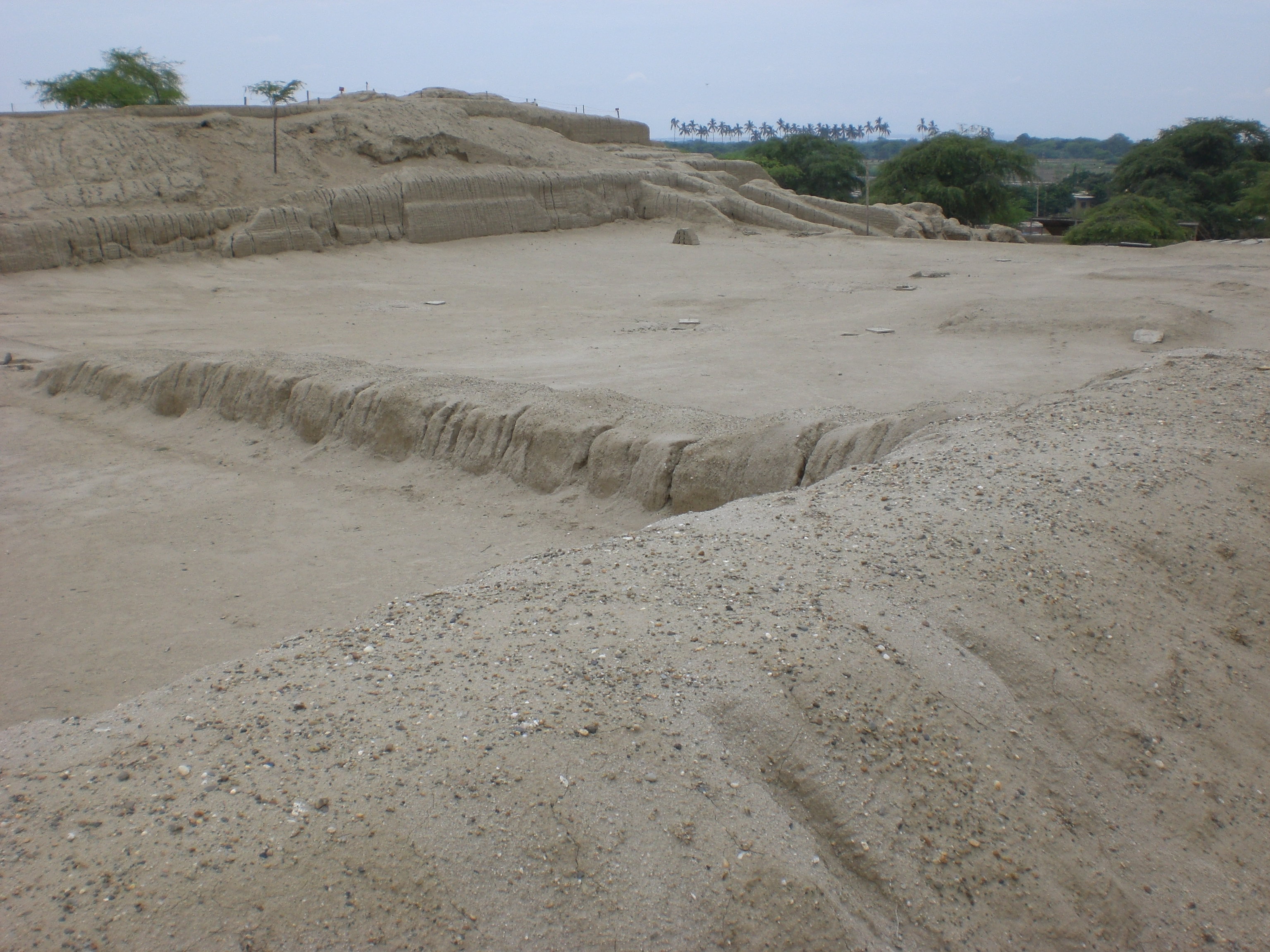
Narihualá

Die Ausgrabungsstätte Narihualá 17 km südlich der Provinzhauptstadt Piura wird heute als die Hauptstadt des Tallán-Volkes angesehen, ein bedeutendes architektonisches Zeugnis jener Zeit, sowohl wegen seiner Größe als auch wegen seiner beiden stufenförmig angeordneten Pyramiden, die zu Ehren des Gottes Walac errichtet waren.
Später waren in die von den Tacllán bewohnte Region die Mochica und die Chimu eingefallen. 
Tacllán in Nordwest-Peru ist heute die Bezeichnung für ein Ackerbaugerät mit Trittbrett.